# Yuriria amatlana
Yuriria amatlana är en fiskart som beskrevs av Domínguez-domínguez, Pompa-domínguez och Ignacio Doadrio 2007. Yuriria amatlana ingår i släktet Yuriria och familjen karpfiskar. Inga underarter finns listade i Catalogue of Life.